# Copelatus mysorensis
Copelatus mysorensis är en skalbaggsart som beskrevs av Vazirani 1970. Copelatus mysorensis ingår i släktet Copelatus och familjen dykare. Inga underarter finns listade i Catalogue of Life.